# メダル王
メダル王（メダルおう）は、スクウェア・エニックスのコンピュータゲーム『ドラゴンクエストシリーズ』に登場する架空のキャラクター。

## 人物
世界のどこかに小さな城（メダル王の城）を構えている人物。世界中に散らばる小さなメダルを持ってきた旅人に対し、その枚数に応じた褒美の品を授ける。プレイヤーが操作する主人公一行は、それによって冒険に役立つアイテムを得ることができる。
いわゆるサブイベントに属するタイプのキャラクターで、基本的にストーリーの本筋に関わることはない。「小さなメダルの王様」と表記されることもある。

## メダル王とその居城の変遷
各作品の公式ガイドブックなどでのイラストでは、白いヒゲを蓄えた老年男性というのが基本的な描写。王というのは（基本的に）自称ではなく、小規模（小島程度）の領地と城に勤務する家臣・領民がいるが、城下町の類は見られない。
- ドラゴンクエストIV 導かれし者たち
初登場作品。世界地図の右端にあたる場所の島に城がある。城内部には旅の扉（転送ゲートの一種）と宿屋が存在。
- ドラゴンクエストV 天空の花嫁
世界地図の一番下、つまり最南端の島に城が存在する。リメイク版ではスライムの意匠を取り入れた結果、タマネギ型の構造物がそこかしこに存在するデザインで、さらに夜はお堀にスライム型の灯篭を流す。城内部には宿屋と預かり所（リメイク版ではゴールド銀行）が存在。スーパーファミコン版公式ガイドブックによると、メダル集めは王の個人的な趣味であるという。
- ドラゴンクエストVI 幻の大地
例外的にストーリー進行に関わっている。冒険者に与える褒美の品の数々が、勇者の冒険の助けになることが大魔王への脅威になると見なされ、下の世界（現実の世界）では既に滅ぼされ、上の世界（夢の世界）でも四大魔王の一人ジャミラスによって封印されている。
- ドラゴンクエストIII そして伝説へ…（リメイク版）
王ではなく「メダルおじさん」として登場。アリアハンの井戸の底に民家程度の「メダルの館」を構えて住む、謎の人物。「自分でも理由は分からぬが主と思い仕えた」という従者の一人の言によれば、「いずれ魔王にすら恐れられる大物になるだろう」とのこと。メダルの館内部に施設はない。
- ドラゴンクエストVII エデンの戦士たち
ゲーム開始当初は城は存在しないが、過去のハーメリア周辺を救うことで現代に登場する。王はスライムたちと共に住んでおり、城の地下には、神や魔王について記された書物が並んでいる。
- ドラゴンクエストVIII 空と海と大地と呪われし姫君
2つの大陸の狭間にある小島にある城に住んでいる。王は病の床に伏せっており、実娘の「メダル王女」（後述）が代理を務めている。今作においては、メダル集めがメダル王家の使命であると語られる。他には大臣やメイドが登場。城内部にはゴールド銀行と道具屋（ホイミスライムが経営）が存在。
3DS版では声が設定されており、杉野田ぬきが務めている。
- ドラゴンクエストIX 星空の守り人
王ではなく海賊風の人物「キャプテン・メダル」が登場。カラコタ橋の北東に張った大型テントを住居とし、大臣風の男としびれくらげが同居している。
- ドラゴンクエストX 目覚めし五つの種族 オンライン
王ではなくメダル・オーナーと呼ばれる人物「ゴーレック」が登場。娯楽島ラッカランに住居を構え、執事クラノッホや討伐隊長ウェルナーが同居している。
- ドラゴンクエストXI 過ぎ去りし時を求めて
王ではなく王立メダル女学園、通称メダ女の11代目校長「メダル校長」が登場。メダ女はメダチャット地方北部にある7年制かつ全寮制の女子校である。
Switch版では声が設定されており、関智一が務めている。

## 小さなメダル
黄金色に光る合金製のメダルで、表面に大きな一つ星があしらわれているのが基本デザイン。リメイク版『ドラゴンクエストV 天空の花嫁』で明かされた設定によると、大昔に世界規模の宝探しを計画した王様（メダル王との関係など詳細は不明）が大量に作らせ、魔法で世界中にばらまいた物だという。ちなみに、この計画の副産物が大きなメダル（後述）である。
その結果、転送されたメダルは民家のタルやツボ、タンスの中やダンジョンの宝箱に入り込み、またある物は地面に転がり、拾われて人やモンスターなどの所有物になったという。
一般の人にとっては価値のない代物のようで、店屋では値段が付かないか、非常に安値で買い叩かれる。逆にメダル王にとっては、所有する高価なアイテムと引き換えにしても集める価値のある物らしい。
通常一作品に付き100枚以上存在し、多く集めれば集めるほど高級なアイテムがもらえる。メダルとアイテムの引き換え方法は『IV』（ファミコン版）『V』『X』と、『III』『IV』（リメイク版）『VI』『VII』『VIII』で違いがあり、前者はアイテムと特定枚数分の引き換えで、後者は持ってきたメダルの枚数の累計ごとにアイテムがもらえる（ただし、『IX』では最初はメダルの累計ごとにアイテムがもらえ、それらをすべてもらうとアイテムと特定枚数分の引き換えとなる）。

## メダル王ゆかりのアイテム
メダル王に関係が深いアイテムを取り上げる。
大きなメダル
リメイク版『V』で登場した名産品の一つ。前述の宝探し計画の失敗作で、小さなメダルをそのまま大きくしたようなデザイン。小さなメダルと同じように魔法で世界中に飛ばしたが、その大きさ・重さゆえ、転送先で人的・物的被害が続出。全て回収されて鋳潰され、小さなメダルに作り直された。現存するものは奇跡的に残った一つで、メダル王の城の噴水から掃除中に見つかったらしい。だが、城の者たちはその使い道に悩んだ挙句に捨ててしまった。使い道の試行錯誤の段階で盾に改造された（取っ手とベルトをつけた）が、人間でもモンスターでもよほどの腕力がないと装備できない代物。
メダル型チョコ
リメイク版『V』に登場する名産品の一つで、メダル王の城で買えるお土産品。小さなメダルをかたどったコインチョコレートで、スイートとビターの2種類があるらしい。食べ物ではあるが、体力回復アイテムとしては使用できない。

## メダル王ゆかりの人物
ヌルスケ
『VII』およびリメイク版『IV』に登場する冒険者。極度の方向音痴。『VII』では本人ではなく著書が登場し、メダル王の城を目指しながら方向音痴ゆえにたどり着けない、彼の冒険の記録がつづられている。『IV』では移民の一人として登場。船乗りの姿をしており、勇者一行にメダル王の城への行き方を教えてもらうが、なぜか移民の街に着いてしまったという。
メダリア
リメイク版『IV』の移民の一人。貴婦人の姿の女性で、実はメダル王の妻（妃）。メダル集めの趣味ばかりで自分を構ってくれない夫に愛想を尽かし家出する。
メダル王女
『VIII』に登場する。病床の父（メダル王）に代わって王家の使命を引き継ぎ、旅人からのメダルの受け取り、および褒美の授与の役目を果たす。白い頭巾とドレスの清楚な少女。傷ついたり空腹で動けなくなった魔物（城にいるスライム、スライムベス）を助ける優しい性格。
3DS版では声が設定されており、あいざわゆりかが務めている。

## その他の作品におけるメダル王
- ドラゴンクエストキャラクターズ トルネコの大冒険2 不思議のダンジョン
不思議のダンジョンがある、トルネコが住む国の王様が小さなメダルを集めており、ダンジョン内で拾えるメダルを一定枚数持って行くとアイテムがもらえる。小さなメダルがもらえるサブイベントも存在。続編にも登場している。
- ドラゴンクエストソード 仮面の女王と鏡の塔
アルソード城下町の外れの洞窟に小さなメダルを集めているプリズニャン「メダルにゃん」がおり、特定枚数分のメダルと引き換えでアイテムがもらえる。
- ドラゴンクエスト モンスターバトルロードシリーズ
筐体から排出されるカードの中にランダムで、片隅に「小さなメダル」が印刷されたカードが出てくる。期間中に一定枚数の「小さなメダル」カードをメーカーに郵送すると、スペシャルカードのモリセレや大魔王カードがもらえるキャンペーンを数回にわたり展開していた。
『ビクトリー』ではカードショップもりたの主人、モリタさんとコスチュームの店の主人、シオンの所にメダルを持っていくと前者からは限定カード、後者からは限定おしゃれ着がもらえる。
- ドラゴンクエストヒーローズ 闇竜と世界樹の城
主人公の拠点「空艦バトシエ」に登場。
- ドラゴンクエストヒーローズII 双子の王と予言の終わり
本作の拠点、ゼビオンに登場。姿はももんじゃ。
- ドラゴンクエストビルダーズ2 破壊神シドーとからっぽの島
からっぽ島の自称守り神「しろじい」が小さなメダルを集めている。
- ドラゴンクエストタクト
プリズニャンの姿で登場。